# Dufrenoya robusta
Dufrenoya robusta är en tvåhjärtbladig växtart som beskrevs av Hans Ulrich Stauffer. Dufrenoya robusta ingår i släktet Dufrenoya och familjen Amphorogynaceae. Inga underarter finns listade i Catalogue of Life.